# Seznam vrcholů v Kyjovské pahorkatině

Kyjovská pahorkatina na mapě Vnějších Západních Karpat

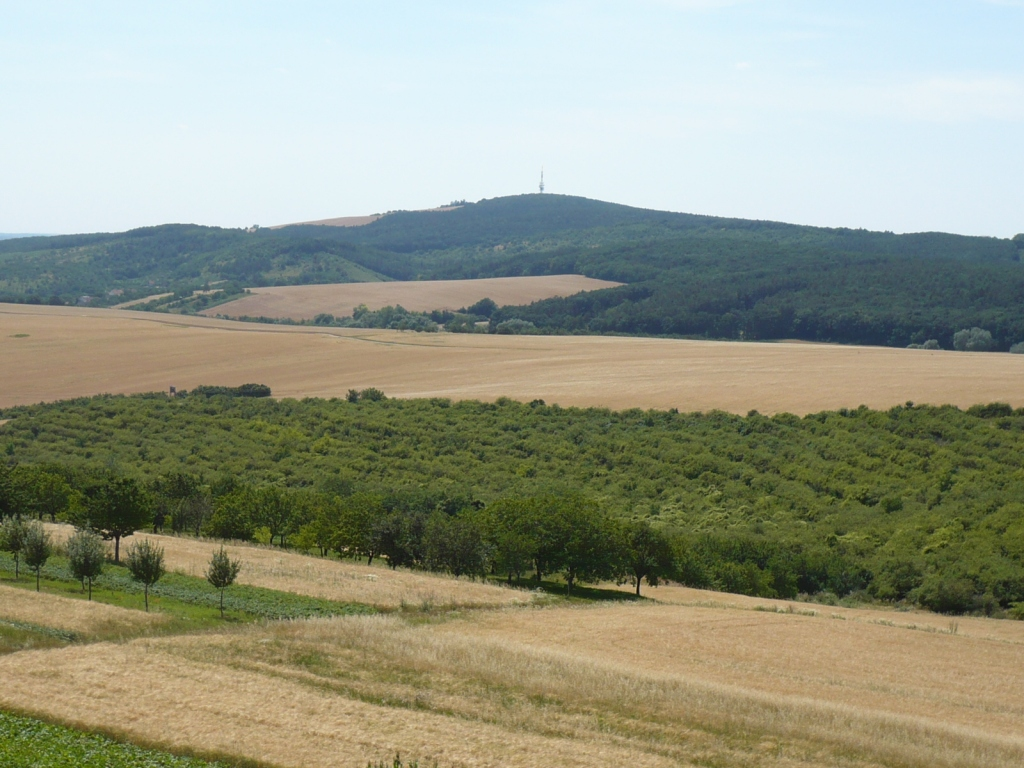
Babí lom (417 m)

Seznam vrcholů v Kyjovské pahorkatině obsahuje pojmenované kyjovské vrcholy s nadmořskou výškou nad 300 m a dále všechny vrcholy s prominencí (relativní výškou) nad 100 m. Seznam je založen na údajích dostupných na stránkách Mapy.cz. Jako hranice pohoří byla uvažována hranice stejnojmenného geomorfologického celku.

## Seznam vrcholů podle výšky
Seznam vrcholů podle výšky obsahuje všechny pojmenované vrcholy s nadmořskou výškou nad 300 m. Celkem jich je 10. Nejvyšší horou je Babí lom vysoký 417 m, který se nachází v geomorfologickém podcelku Věteřovská vrchovina.
| #   | Vrchol           | Výška m n. m. | Souřadnice                       | Okrsek                | Přístup                                            |
| --- | ---------------- | ------------- | -------------------------------- | --------------------- | -------------------------------------------------- |
| 1.  | Babí lom         | 417           | 49°00′54″ s. š., 17°03′18″ v. d. | Věteřovská vrchovina  | zelená turistická značka · žlutá turistická značka |
| 2.  | Záhumenice       | 389           | 49°02′33″ s. š., 17°15′47″ v. d. | Vážanská vrchovina    | neznačeno                                          |
| 3.  | Hrušková         | 383           | 49°02′21″ s. š., 17°14′45″ v. d. | Vážanská vrchovina    | neznačeno                                          |
| 4.  | U Rozhledky      | 378           | 49°03′34″ s. š., 17°05′29″ v. d. | Věteřovská vrchovina  | neznačeno                                          |
| 5.  | Lysé hory        | 356           | 49°01′42″ s. š., 17°03′51″ v. d. | Věteřovská vrchovina  | neznačeno                                          |
| 6.  | Bukovany         | 355           | 49°02′57″ s. š., 17°05′41″ v. d. | Věteřovská vrchovina  | neznačeno                                          |
| 7.  | Hačky            | 349           | 49°03′12″ s. š., 17°13′42″ v. d. | Vážanská vrchovina    | neznačeno                                          |
| 8.  | Vrchní horky     | 330           | 49°04′20″ s. š., 17°19′41″ v. d. | Vážanská vrchovina    | neznačeno                                          |
| 9.  | Domanínský kopec | 313           | 49°00′36″ s. š., 17°17′53″ v. d. | Žádovická pahorkatina | neznačeno                                          |
| 10. | Nad Horou        | 305           | 49°02′41″ s. š., 17°12′14″ v. d. | Žádovická pahorkatina | neznačeno                                          |

## Seznam vrcholů podle prominence
Kyjovská pahorkatina má malou nadmořskou výšku a malou členitost, takže se zde nenachází mnoho výrazných vrcholů. Jediným vrcholem s prominencí nad 100 m je nejvyšší hora Babí lom (119 m).
| #  | Vrchol   | Výška m n. m. | Promi- nence | Izolace (km)       | Souřadnice                       | Přístup                                            |
| -- | -------- | ------------- | ------------ | ------------------ | -------------------------------- | -------------------------------------------------- |
| 1. | Babí lom | 417           | 119          | 07,6 → Velká Ostrá | 49°00′54″ s. š., 17°03′18″ v. d. | zelená turistická značka · žlutá turistická značka |